# Departamento de Carelmapu
El departamento de Carelmapu (Mapudungún: Tierra verde ) fue una división político-administrativa de Chile que existió entre 1834 y 1928. 
Originalmente dependió de la provincia de Chiloé y su cabecera fue el pueblo de Carelmapu. En 1855, el departamento se unió con el departamento de Calbuco y la cabecera pasó a ser la ciudad del mismo nombre, aunque como departamento conservó el nombre de «Carelmapu». A contar de 1861 pasó a depender de la nueva provincia de Llanquihue, hasta su anexión definitiva al departamento de Llanquihue en 1928.

## Historia

### Provincia de Chiloé
La delegación de Carelmapu, la cual formó parte de la antigua provincia de Chiloé, fue creada el 30 de agosto de 1826.  
Con la entrada en vigencia de la Constitución de 1833, que estableció una nueva división político-administrativa en el país, la creación del departamento propiamente tal ocurrió el 4 de julio de 1834, quedando bajo la dependencia de la provincia de Chiloé. 
En 1853 se instituyó el Territorio de colonización de Llanquihue, por lo que una parte del norte del departamento pasó a constituir esta nueva entidad administrativa.   
El 28 de febrero de 1855 se reorganizó la provincia de Chiloé, formándose el nuevo departamento de Carelmapu, con cabecera en Calbuco, a partir del antiguo departamento de Carelmapu y el departamento de Calbuco.  

### Provincia de Llanquihue
El 22 de octubre de 1861, se creó la provincia de Llanquihue y el departamento de Carelmapu pasa a integrar la nueva provincia, con once subdelegaciones y 47 distritos:
| Subdelegación  | Distritos           |
| -------------- | ------------------- |
| 1.ª, Calbuco   | N.° 1 El Fuerte     |
| 1.ª, Calbuco   | N.° 2 Melmén        |
| 1.ª, Calbuco   | N.° 3 Caicaén       |
| 2.ª, Tabón     | N.° 1 Tabón         |
| 2.ª, Tabón     | N.° 2 Quemu         |
| 2.ª, Tabón     | N.° 3 Chidguapi     |
| 3.ª, Puluqui   | N.° 1 San Ramón     |
| 3.ª, Puluqui   | N.° 2 Puluqui       |
| 3.ª, Puluqui   | N.° 3 Machil        |
| 3.ª, Puluqui   | N.° 4 Chechil       |
| 3.ª, Puluqui   | N.° 5 Chope         |
| 3.ª, Puluqui   | N.° 6 Llaicha       |
| 4.ª, Borodahue | N.° 1 Contao        |
| 4.ª, Borodahue | N.° 2 Llenquimán    |
| 4.ª, Borodahue | N.° 3 Hualaihué     |
| 4.ª, Borodahue | N.° 4 Queullín      |
| 5.ª, Huar      | N.° 1 Alfaro        |
| 5.ª, Huar      | N.° 2 Quetrulauquén |
| 5.ª, Huar      | N.° 3 Chucagua      |
| 6.ª, Rulo      | N.° 1 San Agustín   |
| 6.ª, Rulo      | N.° 2 Hueto         |
| 6.ª, Rulo      | N.° 3 San Rafael    |
| 6.ª, Rulo      | N.° 4 Daitas        |
| 7.ª, Autao     | N.° 1 San José      |
| 7.ª, Autao     | N.° 2 Aguantao      |
| 7.ª, Autao     | N.° 3 Cudihué       |
| 7.ª, Autao     | N.° 4 Challahué     |
| 7.ª, Autao     | N.° 5 Guapi-Autao   |
| 8.ª, Carelmapu | N.° 1 El Pueblo     |
| 8.ª, Carelmapu | N.° 2 Lequi         |
| 8.ª, Carelmapu | N.° 3 Carrión       |
| 8.ª, Carelmapu | N.° 4 Caidiquén     |
| 8.ª, Carelmapu | N.° 5 El Amortajado |
| 9.ª, Maule     | N.° 1 El Toro       |
| 9.ª, Maule     | N.° 2 Parga         |
| 9.ª, Maule     | N.° 3 Río Frío      |
| 9.ª, Maule     | N.° 4 La Costa      |
| 10.ª, Lepihué  | N.° 1 Huautrunes    |
| 10.ª, Lepihué  | N.° 2 Lolcura       |
| 10.ª, Lepihué  | N.° 3 Chanhué       |
| 10.ª, Lepihué  | N.° 4 Quenuir       |
| 11.ª, Maullín  | N.° 1 El Pueblo     |
| 11.ª, Maullín  | N.° 2 Caulle        |
| 11.ª, Maullín  | N.° 3 Dadi          |
| 11.ª, Maullín  | N.° 4 Carequilda    |
| 11.ª, Maullín  | N.° 5 Chuyaquén     |
| 11.ª, Maullín  | N.° 6 El Salto      |

### Ley de Comuna Autónoma
Con el Decreto de Creación de Municipalidades del 22 de diciembre de 1891, se crearon las municipalidades de Calbuco, Abtao y Maullín, sobre la base de las subdelegaciones y distritos establecidos por el Decreto 3381 de 1885.
| Municipalidad Sede | Subdelegaciones | Distritos           |
| ------------------ | --------------- | ------------------- |
| Calbuco            | 1.ª, Calbuco    | N.° 1 Calbuco       |
| Calbuco            | 1.ª, Calbuco    | N.° 2 Caicayén      |
| Calbuco            | 1.ª, Calbuco    | N.° 3 San José      |
| Calbuco            | 1.ª, Calbuco    | N.° 4 San Antonio   |
| Calbuco            | 2.ª, Tabón      | N.° 1 Tabón         |
| Calbuco            | 2.ª, Tabón      | N.° 2 Quenu         |
| Calbuco            | 2.ª, Tabón      | N.° 3 Chidguapi     |
| Calbuco            | 3.ª, Puluqui    | N.° 1 San Ramón     |
| Calbuco            | 3.ª, Puluqui    | N.° 2 Puluqui       |
| Calbuco            | 3.ª, Puluqui    | N.° 3 Machil        |
| Calbuco            | 3.ª, Puluqui    | N.° 4 Chechil       |
| Calbuco            | 3.ª, Puluqui    | N.° 5 Chope         |
| Calbuco            | 3.ª, Puluqui    | N.° 6 Llaicha       |
| Calbuco            | 4.ª, Gualaihué  | N.° 1 Queullín      |
| Calbuco            | 4.ª, Gualaihué  | N.° 2 Río Puelo     |
| Calbuco            | 4.ª, Gualaihué  | N.° 3 Contao        |
| Calbuco            | 4.ª, Gualaihué  | N.° 4 Lleuquiman    |
| Calbuco            | 4.ª, Gualaihué  | N.° 5 Gualaihué     |
| Calbuco            | 4.ª, Gualaihué  | N.° 6 Llanchid      |
| Calbuco            | 4.ª, Gualaihué  | N.° 7 Chulao        |
| Calbuco            | 5.ª, Guar       | N.° 1 Alfaro        |
| Calbuco            | 5.ª, Guar       | N.° 2 Quetrulauquen |
| Calbuco            | 5.ª, Guar       | N.° 3 Chucagua      |
| Calbuco            | 6.ª, Rulo       | N.° 1 San Agustín   |
| Calbuco            | 6.ª, Rulo       | N.° 2 Rosario       |
| Calbuco            | 6.ª, Rulo       | N.° 3 Huito         |
| Calbuco            | 6.ª, Rulo       | N.° 4 San Rafael    |
| Calbuco            | 6.ª, Rulo       | N.° 5 Daitao        |
| Abtao              | 7.ª, Abtao      | N.° 1 Aguantao      |
| Abtao              | 7.ª, Abtao      | N.° 2 Codihué       |
| Abtao              | 7.ª, Abtao      | N.° 3 Chayahué      |
| Abtao              | 7.ª, Abtao      | N.° 4 Guapi-Abtao   |
| Abtao              | 8.ª, Carelmapu  | N.° 1 Carelmapu     |
| Abtao              | 8.ª, Carelmapu  | N.° 2 Lenqui        |
| Abtao              | 8.ª, Carelmapu  | N.° 3 Carrion       |
| Abtao              | 8.ª, Carelmapu  | N.° 4 Caidiquen     |
| Abtao              | 8.ª, Carelmapu  | N.° 5 El Amortajado |
| Maullín            | 9.ª, Maullín    | N.° 1 Maullín       |
| Maullín            | 9.ª, Maullín    | N.° 2 Caulles       |
| Maullín            | 9.ª, Maullín    | N.° 3 Dadi          |
| Maullín            | 9.ª, Maullín    | N.° 4 Cariquilda    |
| Maullín            | 9.ª, Maullín    | N.° 5 Chuyaquen     |
| Maullín            | 9.ª, Maullín    | N.° 6 Peñol         |
| Maullín            | 9.ª, Maullín    | N.° 7 Puelpun       |
| Maullín            | 9.ª, Maullín    | N.° 8 Misquihué     |
| Maullín            | 9.ª, Maullín    | N.° 9 El Salto      |
| Maullín            | 10.ª, Lipihué   | N.° 1 Guatrunes     |
| Maullín            | 10.ª, Lipihué   | N.° 2 Lolcura       |
| Maullín            | 10.ª, Lipihué   | N.° 3 Chauhué       |
| Maullín            | 11.ª, Parga     | N.° 1 Parga         |
| Maullín            | 11.ª, Parga     | N.° 2 Quenuir       |
| Maullín            | 12.ª, Río Frío  | N.° 1 El Toro       |
| Maullín            | 12.ª, Río Frío  | N.° 2 Parga         |
| Maullín            | 12.ª, Río Frío  | N.° 3 Río Frío      |
| Maullín            | 12.ª, Río Frío  | N.° 4 Costa         |

#### Otras modificaciones
En 1911 se dividió el distrito N.° 3 «Huito» de la 6.ª subdelegación Rulo y se creó el distrito N.° 6 «Putenio».
En 1922 la comuna de Abtao fue suprimida y la séptima subdelegación (Abtao) se integró a Calbuco y la octava subdelegación (Carelmapu) pasó a ser parte de Maullín.
El Decreto Ley 803 de 1926 adecuó la división administrativa vigente a la figura «comuna-subdelegación» establecida en la Constitución de 1925, de esta forma se mantuvieron las comunas de Calbuco y Maullín, y se restableció la comuna de Abtao.

#### Eliminación del departamento
Finalmente, el departamento se suprimió en 1928 y el territorio que lo componía pasó a formar parte del departamento de Llanquihue.
El 12 de febrero de 1937, cuando se promulgó la ley de creación de la provincia de Llanquihue, el departamento de Llanquihue fue dividido en cuatro departamentos: el nuevo departamento de Llanquihue, el departamento de Puerto Varas, el departamento de Maullín y el departamento de Calbuco, creados con la misma ley.

## Límites
El departamento de Carelmapu limitaba, en 1834:
- al norte con el departamento de Osorno
- al oeste con el océano Pacífico.
- al sur con el departamento de Ancud.
- Al este con el departamento de Calbuco

El Departamento de Carelmapu limitaba, en 1855:
- al norte con el departamento de Osorno y el Territorio de Colonización de Llanquihue
- al oeste con el océano Pacífico.
- al sur con el departamento de Ancud.
- Al este con la Territorio de Colonización de Llanquihue

El departamento de Carelmapu limitaba, en 1861:
- al norte con el departamento de Osorno y el departamento de Llanquihue
- al oeste con el océano Pacífico.
- al sur con el departamento de Ancud.
- Al este con la departamento de Llanquihue